# Epipsylla venusta
Epipsylla venusta är en insektsart som beskrevs av Yang 1984. Epipsylla venusta ingår i släktet Epipsylla och familjen rundbladloppor. Inga underarter finns listade i Catalogue of Life.